# Tarcenay-Foucherans
Tarcenay-Foucherans es una comuna nueva francesa situada en el departamento de Doubs, de la región de Borgoña-Franco Condado.

## Historia
Fue creada el 1 de enero de 2019, en aplicación de una resolución del prefecto de Doubs de 26 de septiembre de 2018 con la unión de las comunas de Foucherans y Tarcenay, pasando a estar el ayuntamiento en la antigua comuna de Tarcenay.

## Demografía
Según los datos aportados en la resolución del prefecto de Doubs, la comuna se crea con 1511 habitantes.

## Composición
| Comuna fusionada | Código INSEE | Población (2016) | Superficie (km²) | Densidad (hab./km²) |
| ---------------- | ------------ | ---------------- | ---------------- | ------------------- |
| Foucherans       | 25250        | 472              | 10.95            | 43                  |
| Tarcenay         | 25558        | 1015             | 13.09            | 78                  |